# The Crow: Wicked Prayer
The Crow: Wicked Prayer is een Amerikaanse horror-/dramafilm uit 2005, geregisseerd door Lance Mungia. De film is gebaseerd op een roman van Norman Partridge, die op zijn beurt is gebaseerd op de stripserie The Crow van James O'Barr.
De film werd gedurende een week in een bioscoop vertoond in Seattle, alvorens te worden uitgebracht als direct-naar-video.

## Verhaal
De film speelt zich af in het fictieve plaatsje Lake Ravasu, een zwaar vervuilde stad gebouwd op een voormalig indianenreservaat. Centraal staat James "Jimmy" Cuervo, een jongeman die is veroordeeld voor de moord op een verkrachter. Hij wil na zijn straf te hebben uitgezeten een nieuw leven opbouwen met zijn vriendin Lily "Ignites The Dawn". Lily’s vader, een priester genaamd Harold, en haar broer, een politieagent genaamd Tanner, hebben allebei een gruwelijke hekel aan Jimmy.
In Lake Ravasu is ook een satanistische bende actief geleid door Lucas "Luc Death" Crash. Op de nacht dat Jimmy Lily ten huwelijk wil vragen, worden beiden door deze bende vermoord in een ritueel waarmee de sekte de antichrist hoopt op te roepen.
Kort na zijn dood brengt een mystieke kraai Jimmy weer tot leven als een ondode. Hij begint hierna jacht te maken op de bende. Hij wordt echter tegengewerkt door Harold en Tanner, die denken dat Jimmy degene is die Lily van het leven heeft beroofd. Harold roept in de kerk zelfs alle inwoners op om jacht op Jimmy te maken.
Ondertussen wil Luc nog altijd het ritueel voltooien. Het lukt Lucs volgelingen Jimmy’s kraai te verwonden, waardoor Jimmy begint te verzwakken. Dan verschijnt Tanner opeens en Jimmy weet hem ervan te overtuigen dat Luc en zijn bende de ware moordenaars van Lily zijn. Jimmy doodt de rest van Lucs bende maar kan niet voorkomen dat Luc zijn ritueel voltooit en een gastlichaam voor Lucifer wordt. Met zijn nieuwe krachten verslaat hij de verzwakte Jimmy.
Jimmy krijgt hulp wanneer ook Harold inziet wat er gaande is. Hij geneest de kraai, waardoor Jimmy zijn krachten terugkrijgt. Jimmy verslaat hierop Luc en voorkomt zo de verwekking van de Antichrist. Luc komt om in het gevecht, waarna Jimmy eindelijk rust kan vinden.

## Rolverdeling
| Acteur             | Personage               |
| ------------------ | ----------------------- |
| Edward Furlong     | Jimmy Cuervo / The Crow |
| David Boreanaz     | Lucas "Luc Death" Crash |
| Tara Reid          | Lola Byrne              |
| Marcus Chong       | War                     |
| Tito Ortiz         | Famine                  |
| Yuji Okumoto       | Pestilence              |
| Dennis Hopper      | El Niño                 |
| Emmanuelle Chriqui | Lilly                   |
| Danny Trejo        | Harold                  |
| Dave L. Ortiz      | Sheriff Tanner          |
| Daymond John       | Proud Foot Joe          |
| Richard Cumba      | Moses                   |
| Rena Owen          | Mary                    |
| Jorge Jimenez      | Cortez                  |
| Macy Gray          | Cara Mia                |
| Vanessa Sorensen   | Kattenmeisje 1          |
| Liz Katz           | Kattenmeisje 2          |

## Achtergrond
- Net als de andere twee vervolgfilms op The Crow werd The Crow: Wicked Prayer niet al te best ontvangen door critici. Op Rotten Tomatoes kreeg de film van niemand een goede recensie.[1]
- Oorspronkelijk zou actrice Alexa Havins een rol spelen in de film, maar ze moest dit afslaan vanwege haar werk aan de soapserie All My Children.
- De scènes op het strand in Utah werden bijna verstoord door een groep studenten, die met hun auto op het strand reden en tijdens de opnames vast kwamen te zitten in het zand.
- De meeste scènes met de kraai zijn afkomstig uit de vorige films.
- De achternaam van de hoofdpersoon, Cuervo, is Spaans voor kraai.

## Prijzen en nominaties
In 2006 werd The Crow: Wicked Prayer genomineerd voor een C.A.S. Award voor Outstanding Achievement in Sound Mixing for DVD Original Programming.